# Phyllophaga lanata
Phyllophaga lanata är en skalbaggsart som beskrevs av Blanchard 1851. Phyllophaga lanata ingår i släktet Phyllophaga och familjen Melolonthidae. Inga underarter finns listade i Catalogue of Life.